# Lutz Holland

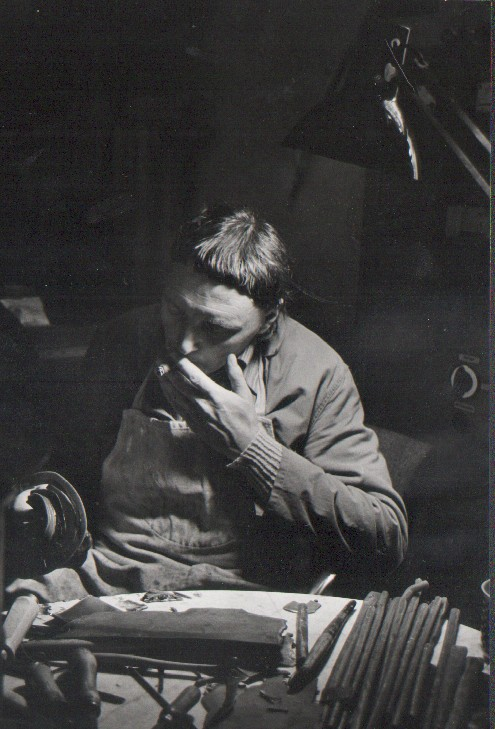
Lutz Holland in seinem Atelier, ca. 1980. Foto: Ute Krause

Lutz Holland (* 6. Januar 1934 in Gräfenroda; † 29. Juni 2012 in Berlin) war ein deutscher Bildhauer und Bronzegießer, Gold- und Silberschmied.

## Leben und Werk

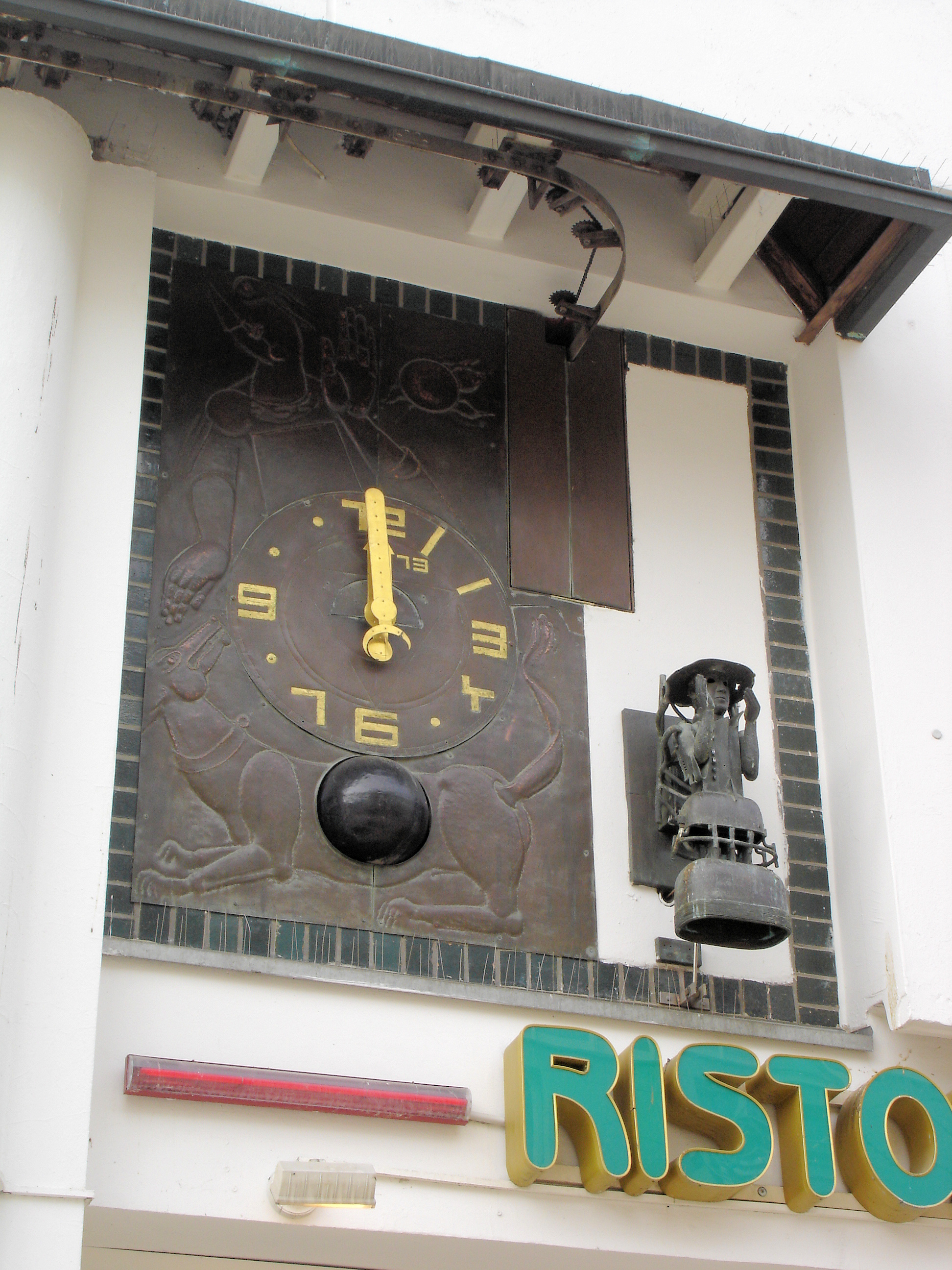
Rostocker Stundenuhr am Rostocker Fünfgiebelhaus, 1986

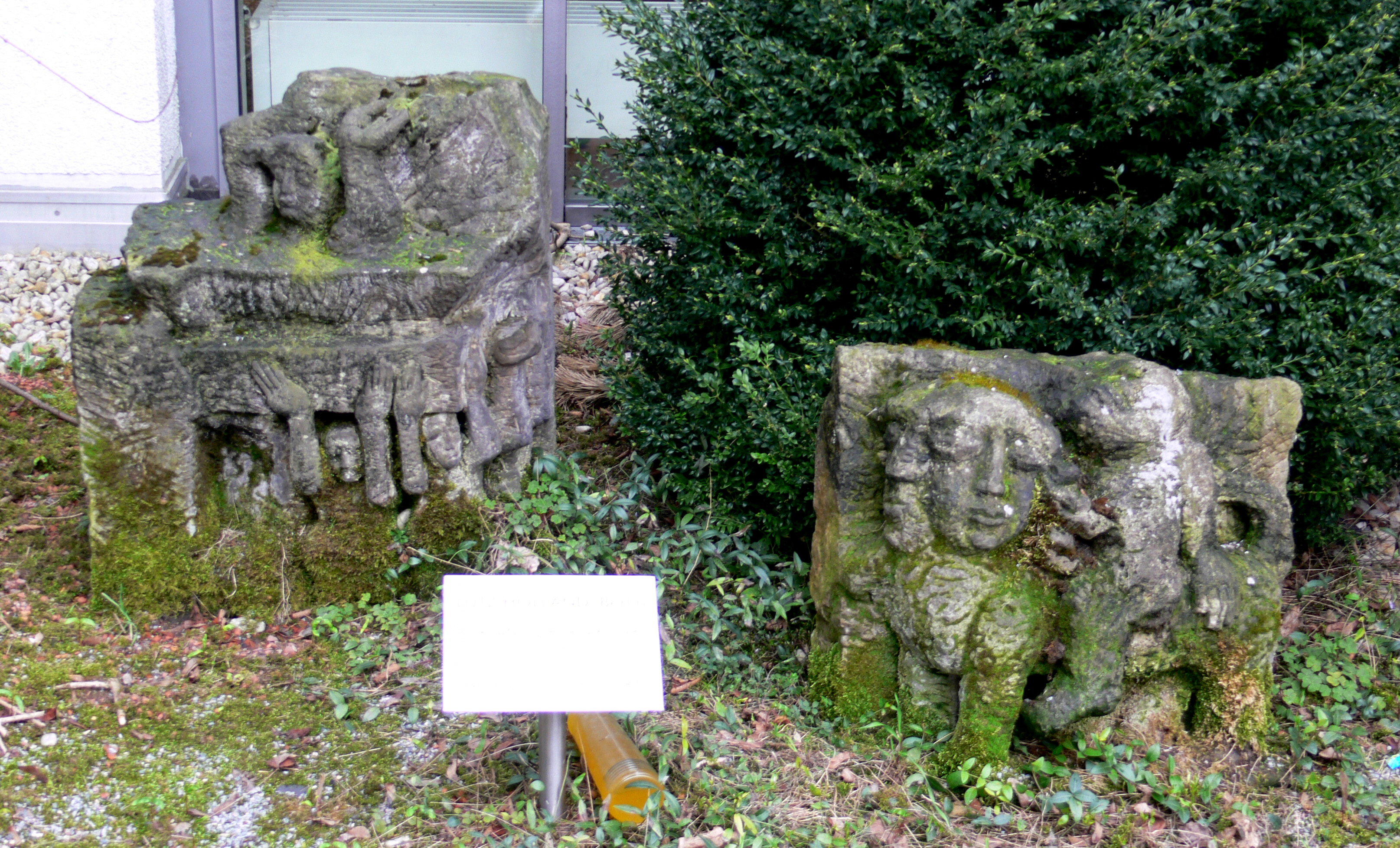
Sandsteinskulptur Für Janusz Korczak, 1976

Nach einer Lehre als Goldschmied in Arnstadt von 1948 bis 1951 und anschließender Gesellentätigkeit bis 1953 studierte Lutz Holland Metallgestaltung an der Fachschule für Angewandte Kunst Erfurt. Dieses Studium setzte er von 1954 bis 1960 an der Burg Giebichenstein Kunsthochschule Halle fort, wo seine Lehrer unter anderem Karl Müller und Gerhard Lichtenfeld waren. Seine Diplomarbeit, eine in Kupfer getriebene überlebensgroße Knabenfigur, fand in Zeiten der Formalismusdebatte bei den Begutachtern keine Anerkennung. Ab 1966 arbeitete er in Halle als freischaffender Künstler. Das war anfangs schwierig, da er zunächst nicht in den Verband Bildender Künstler der DDR (VBK) aufgenommen wurde und somit auch keine Möglichkeit einer Ausstellungsbeteiligung hatte.
1966 zog er nach Berlin, wo er im Auftrag des VBK bis 1969 eine Metallwerkstatt und Bronzegießerei aufbaute. Ab 1975 war er als Lehrbeauftragter der Kunsthochschule Berlin-Weißensee zunächst in den Werkstätten Johannisthal und ab 1980 in den Werkstätten im Berliner Monbijoupark tätig. Nach 1978 erhielt er für einige Jahre einen Lehrauftrag an der Kunsthochschule Burg Giebichenstein in Halle (Saale).
Holland war bis 1990 Mitglied des VBK.

## Zitate
- „Lutz Holland hat nach dem Studium...begonnen, Kunstgebilde zu schaffen, die neben ihrer ästhetischen Eigenständigkeit zugleich Gebrauchwert haben oder zumindest daran erinnern. In die Gestaltung zieht er archaisch wirkende Frauenköpfe ein, Hände mit behutsamer Gestik und Tierfigürliches.“[3]
- „Lutz Hollands Arbeiten gehen phantasievoll sinnierend der geistigen und baulichen Qualität, dem Gedacht-,Gefügt- und Gewachsensein des ihn Umgebenden nach. Er verbindet gegenständliche Kleinbildnerei mit symbolisch-allegorischen Bedeutungsweisen sowie mit einem das Dingliche unterstreichenden Schmuckreichtum und menschenbildschaffenden Absichten. Mit deutlichem Verwandtschaftsbezug auf mittelalterliche Kunstgesinnungen und Werkformen verwirklicht er die Einheit und Durchdringung verschiedener künstlerischer Möglichkeiten und Anforderungen: Materialgerechtheit und Schmuckbedürfnis, Transparenz des handwerklichen Vorgehens, Klarheit und Strenge der Formensprache, allegorische Vielsinnigkeit, Eleganz und Perfektion der Ausführung.“[4]

## Werke (Auswahl)
- 1967/68 Abschied von Halle (Bronzerelief)
- 1973 Leuchterfigur (Bronze)
- 1974–84 Reiter (Bronze)
- 1976 Für Janusz Korczak (Sandsteinskulptur, Chemnitz)
- 1978 Figur mit ovaler Schale (Bronze, feuervergoldet, Lapislazuli, Quarz)
- 1980 Pferd mit Reiter (Bronze, Berlin, Landsberger Allee)
- 1983/84 Gefäß mit Fabelwesen (Bronze, Feierabendheim Berlin)
- 1984/85 Wiederbegegnung (Bronze, Kunsthochschule Weißensee)
- 1986 Rostocker Stundenuhr (Bronze und Kupfer getrieben, Fünfgiebelhaus Rostock, Universitätsplatz)

## Ausstellungen (unvollständig)
Einzelausstellungen 
- 1983 Leipzig
- 1985 Frankfurt (Oder)
- 1986 Bautzen
- 2011: Berlin, Kunstgewerbemuseum Berlin im Schloss Köpenick (Metall – Kunst – Handwerk. Zeitgenössische Arbeiten von vier Berliner Künstlern; mit Olaf Haacke, Rüdiger Roehl und Jürgen Steinau)[5]

Ausstellungsbeteiligungen
- 1980: Berlin, Galerie am Prater (Retrospektive Berlin)
- 1987/88: Dresden, X. Kunstausstellung der DDR
- 1975, 1977, 1981, 1983: Berlin, Bezirkskunstausstellung
- 1967, 1973, 1975: Berlin, Treptower Park, Plastik und Blumen
- 1986: Budapest, Kleinplastikbiennale
- 1987/1988: Bonn, Rheinisches Landesmuseum; München, Staatsgalerie Moderne Kunst; Mannheim, Kunsthalle Mannheim („Bildhauerkunst aus der Deutschen Demokratischen Republik“)
- 1989: Fellbach („Kleinplastik in der DDR“)
- 1997: Halle/Saale, Kunstverein Talstrasse (Grafik & Objekte)
- 2011: Berlin-Marzahn, Zentrum für Kultur- und Zeitgeschichte Die Pyramide (Unruhig ist unser Herz...- Christliche Motive in der bildenden Kunst der DDR)
- 2011/2012: Halle/Saale, Kunstverein Talstrasse (Dem Glauben dienend – Sakrales Gerät in der Moderne) Katalog: ISBN 978-3-932962-63-9)